# イエジ・ポピエウシュコ
イエジ・ポピエウシュコ（ポーランド語：Jerzy Popiełuszko、 1947年9月14日 - 1984年10月19日）は、共産主義政権下のポーランド独立自主管理労働組合「連帯」と関係があったポーランドのローマ・カトリック教会の司祭。1984年、内務・行政省の秘密警察によって殺害された。
ローマ・カトリック教会によって殉教者として認定されており、2010年6月6日に教皇ベネディクト16世の代理である、教皇庁列聖省長官アンジェロ・アマート枢機卿によって列福された。

## 生涯
ポピエウシュコは、1947年9月14日、ポーランド・スホヴォラ（Suchowola）近郊のオコプィ（Okopy）で生まれた。学校を卒業した後、ワルシャワで神学校に通う。若い男性が司祭になるのを防ぐことを目的とした特別な部隊で軍事任務を果たした。軍隊を終えた後も学業を続けたので、この任務はポピエウシュコには効果を及ぼさなかった。若き神父のポピエウシュコは、学生だけでなく一般の人々で構成されたワルシャワの小教区で奉仕活動をする。1981年、ポピエウシュコは労働者に加わり、ワルシャワ製鉄所のストライキに参加。その後、ポーランドの共産党政権に反対した独立自主管理労働組合「連帯」の労働者そして労働組合活動家と関係していた。ポピエウシュコは率直な反共産主義者で、政治的メッセージと精神的な励ましを説教の中に織り交ぜ、共産主義体制を批判し、抗議する人々に動機を与えた。1981年12月から1983年7月にかけての戒厳令下にあっては、カトリック教会は比較的公然と抗議することができる唯一の勢力であり、ミサの定期的な挙行は教会での集会の機会を意味していた。
ポピエウシュコの説教はラジオ・フリー・ヨーロッパによって日常的に放送されていたため、政権に対する妥協のない姿勢でポーランド中で有名になった。内務・行政省の公安部はポピエウシュコを沈黙させるか、脅迫しようとした。それらの方法がうまくいかなかった時、彼らはポピエウシュコに対する証拠を偽造した。ポピエウシュコは1983年に逮捕されたが、すぐに聖職者の介入で釈放され、恩赦によって赦された。

### 暗殺

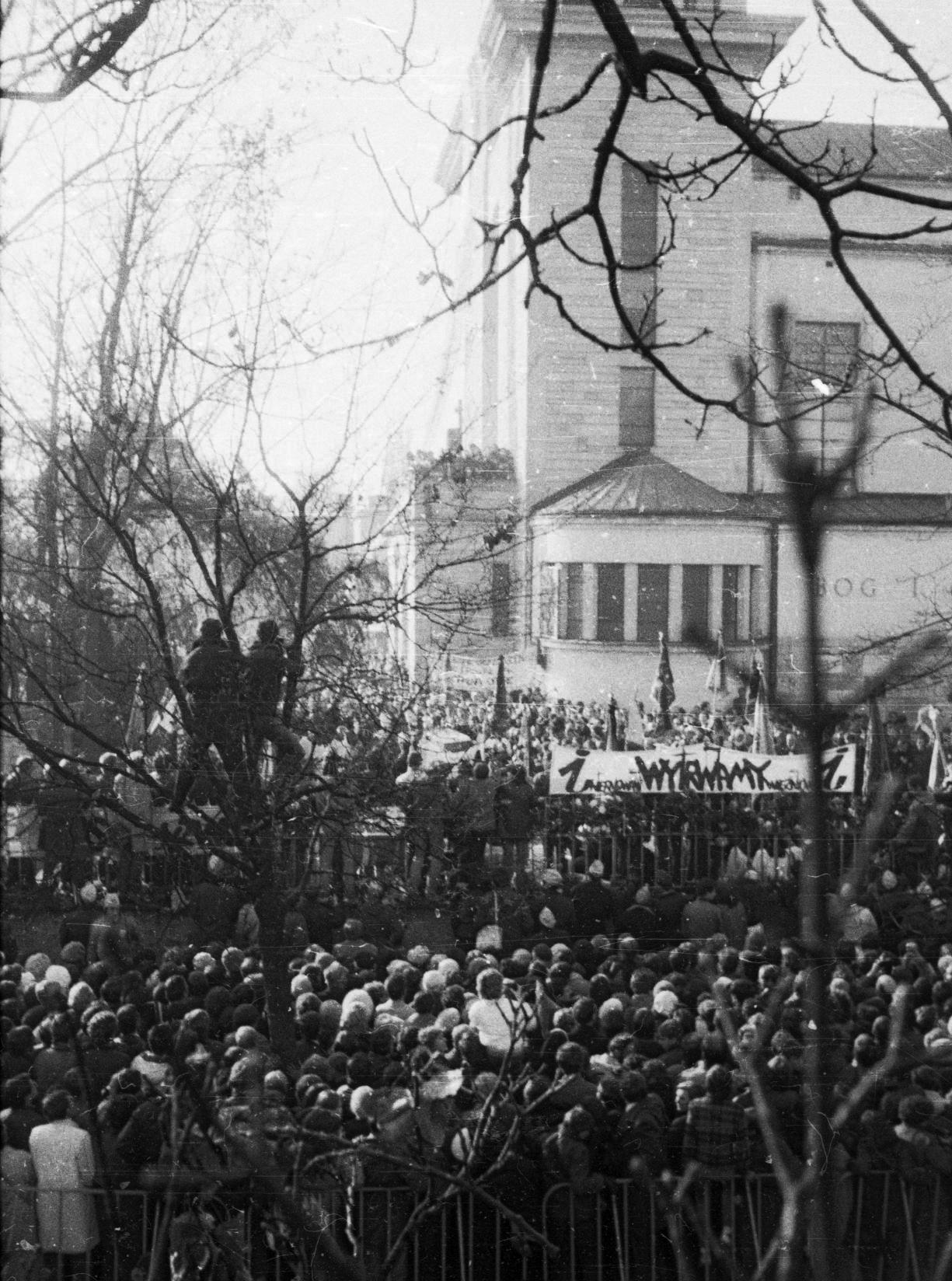
ポピエウシュコ神父の葬儀

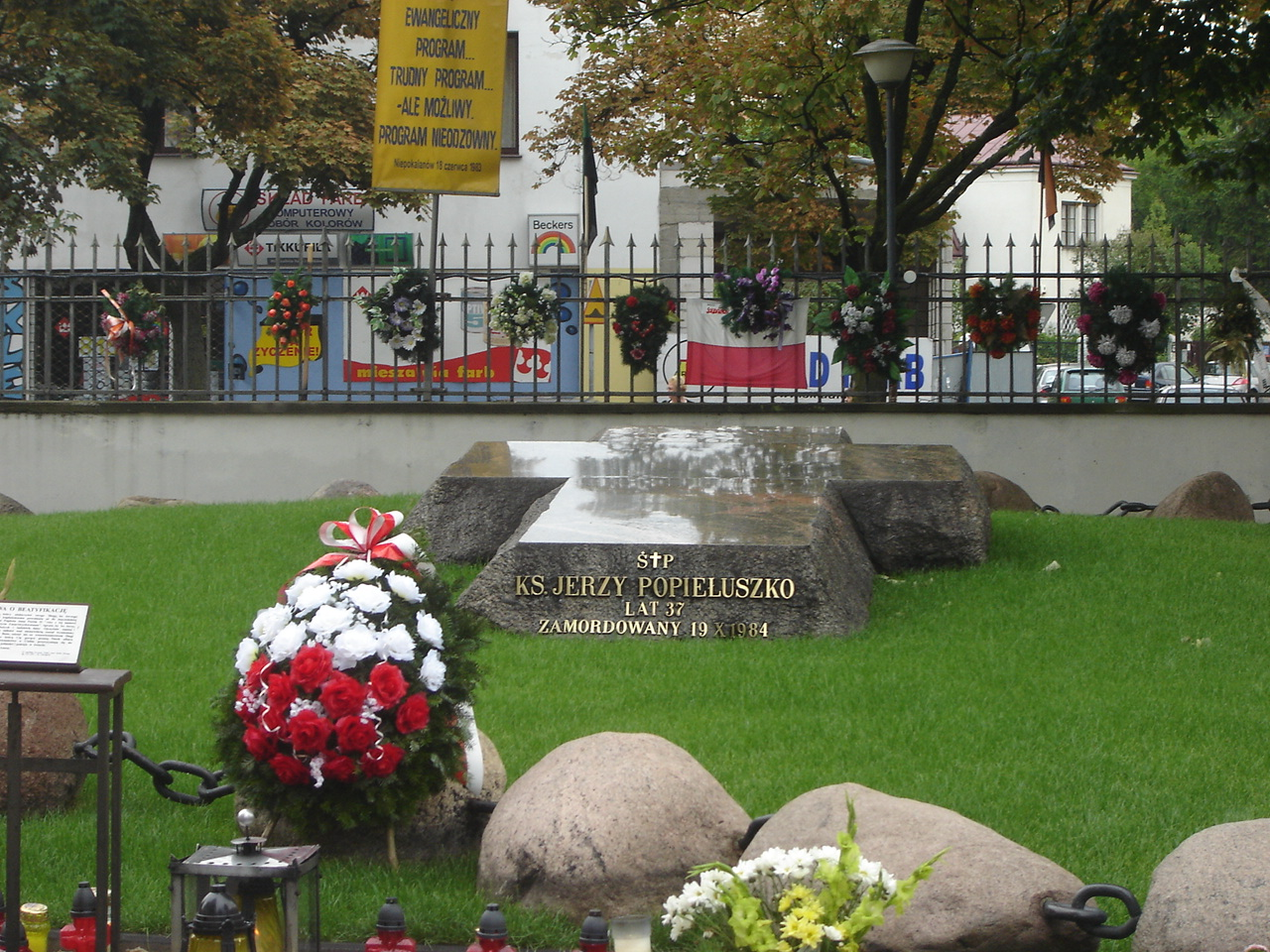
ポピエウシュコ神父の墓

1984年10月13日、ポピエウシュコ暗殺目的の自動車事故が発生した。ポピエウシュコはそれを回避したが、10月19日に別の計画の実行により誘拐された。ポピエウシュコは秘密警察の3人、グジェゴシュ・ピョトロフスキ（Grzegorz Piotrowski）大尉、レシェク・ペンカラ（Leszek Pękala）とヴァルデマル・フミェレフスキ（Waldemar Chmielewski）によって殺害された。彼らは自分の車に問題があると見せかけ、ポピエウシュコの車に助けを求めた。ポピエウシュコは激しく殴打され、拘束されて車のトランクに入れられた。大尉たちはポピエウシュコの足に石を縛り付け、ヴウォツワヴェク近くのヴィスワ貯水池に投げ入れた。ポピエウシュコの遺体は1984年10月30日に取り戻された。
政治的殺害のニュースはポーランド中で騒乱を引き起こし、殺人者と彼らの上司の一人、アダム・ピエトルシュカ（Adam Pietruszka）大佐は、殺人の有罪判決を受けた。1984年11月3日、レフ・ヴァウェンサを含む25万人以上がポピエウシュコの葬儀に出席した。殺人事件とその影響にもかかわらず、共産党政権は1989年まで権力を握っていた。ポピエウシュコの殺害者のグジェゴシュ・ピョトゥロフスキ大尉、レシェク・ペンカラ、ヴァルデマル・フミェレフスキと、殺害命令を出したアダム・ピエトルシュカ大佐は投獄されたが、後に恩赦の一環として釈放された。
ポピエウシュコは死後、2009年にポーランドで最も高い階級のWhite Eagle勲章が授与された。ワルシャワの聖スタニスラウス・コストカ教区教会に埋葬され、1987年9月、副大統領であったジョージ・H・W・ブッシュのような有名な政治家を含む何百万もの訪問者が敬意を表している。

## 列福と列聖
ローマ・カトリック教会は、1996年3月15日にNihil obstatの宣言（反対なし。任命に対する異議がないことの宣言)でポピエウシュコの列福の手続きを開始し、1997年2月8日から2001年2月8日まで監督管区の手続きを開催した。これによって神のしもべの称号を授与された。2008年にPositioが列聖省に提出された、そして、2009年12月19日、教皇ベネディクト16世がポピエウシュコの列福のための法令を承認したと発表された。
ポピエウシュコは2010年6月6日にワルシャワのピウスツキ広場でアンジェロ・アマート枢機卿によって列福された。母親のマリアンナ・ポピエウシュコがこの式典に出席した。ポーランドの首都ワルシャワの野外集会には、10万人を超える人々がイエジ・ポピエウシュコを崇敬するために出席した。ポーランド郵便局はその同じ日に一連の切手を発行してその列福を表した。
2014年、クレテイユ教区のミシェル・サンティエ司教は、フランスで確認されたポピエウシュコの取り次ぎによる奇跡の調査が開始されたことを発表した。

## 記念碑
アメリカ：イリノイ州シカゴにある聖ヒヤシンス大聖堂の隣の庭園に、十字架の形をした象徴的な墓石の形をしたポピエウシュコの記念碑が、シカゴのポーランド人コミュニティによって建てられている。ニュージャージー州トレントンにある聖ヘドヴィヒ・カトリック教会の所有地には、首に鎖を巻きつけた姿のポピエウシュコの胸像の記念碑が建てられている。歴史的にポーランドの隣人であるニューヨークのブルックリンにあるウィリアムズバーグとグリーンポイントの境界にあるマッカレン・パークの向かい側にある小公園は、ポピエウシュコの似姿の石の胸像が特徴であり、ポピエウシュコに因んで名付けられている。コネチカット州ハートフォードにあるポピエウシュコ裁判所も、ポピエウシュコの記念として名付けられたものである。

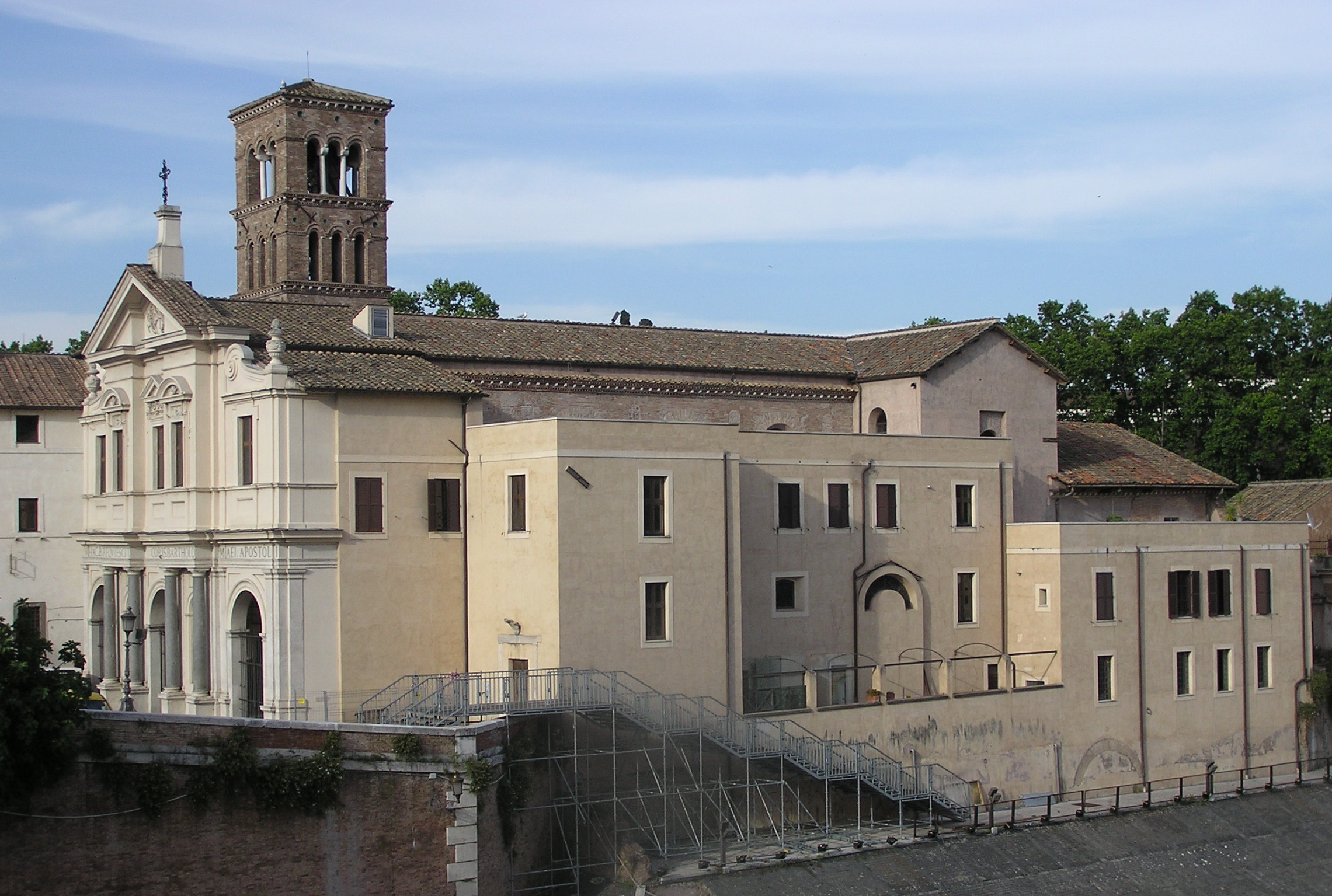
聖バルトロメオ大聖堂

イタリア：ポピエウシュコを殺害するために使用された岩は、20世紀と21世紀の殉教者の記念碑の20世紀の殉教者の遺物としてローマの聖バルトロメオ大聖堂に安置されている。
ハンガリー：首都ブダペストには、ポピエウシュコを記念する2つの記念碑がある。2016年にÓbuda-Békásmegyer地区にポピエウシュコに因んで名付けられた広場と、ポピエウシュコによる引用を特徴とするロザリオを構成する石からなる記念碑が建てられている。2017年にはポピエウシュコのモットー(悪に負けてはなりません。善をもって悪に打ち勝ちなさい。)がポーランド語とハンガリー語で書かれている記念碑が、Csepel地区で発表されている。Csepel地区には、ポピエウシュコに因んで名付けられた通りとその栄誉を称える鐘楼もある。

## 映画
- 『ワルシャワの悲劇　神父暗殺(To Kill a Priest)[14]』(1988年)
- 『Popiełuszko. Wolność jest w nas（ポーランド語版）[15]』(2009年)